# بالوما رودريغيز
بالوما رودريغيز (23 مايو 1956 - 15 مارس 2021) سياسية إسبانية عملت كعضو في مجلس النواب بين عامي 2012 و2015 لحزب غاليسيا الاشتراكي.